# Flughafen Triest

i7
i11
i13
Der Flughafen Triest (ital. Aeroporto di Trieste-Ronchi dei Legionari oder Aeroporto Friuli Venezia Giulia, IATA-Code: TRS, ICAO-Code: LIPQ) ist ein internationaler italienischer Flughafen 33 km nordwestlich von Triest. Der Flughafen liegt bei Ronchi dei Legionari in der ehemaligen Provinz Görz und dient der gesamten Region Friaul-Julisch Venetien als Verkehrsflughafen.

## Bezeichnung
Da der Flughafen in etwa auf halbem Weg zwischen Udine im Nordwesten und Triest im Südosten liegt und Städte wie Gorizia und Monfalcone näher liegen als Triest, wird er offiziell als Aeroporto Friuli Venezia Giulia bezeichnet, um den geografischen Gegebenheiten besser Rechnung zu tragen. Die ursprüngliche Bezeichnung Trieste-Ronchi dei Legionari, also nach der Hauptstadt der Region Friaul-Julisch Venetien und nach der Gemeinde, auf deren Gebiet sich der Flughafen befindet, ist weiterhin sehr verbreitet. Auch der IATA-Code TRS richtet sich weiterhin nach der Stadt Triest. Im Jahr 2007 wurde der Aeroporto Friuli Venezia Giulia zusätzlich nach dem italienisch-französischen Afrikareisenden Pietro Savorgnan di Brazzà benannt, dessen Familie ursprünglich aus Friaul stammte. Der Flughafen wirbt auch mit der Bezeichnung No-Borders Airport, weil sein Einzugsgebiet in die Nachbarstaaten Slowenien und Kroatien sowie teilweise bis nach Kärnten reicht.

## Geschichte
Das Flugfeld von Ronchi dei Legionari wurde Ende 1935 eröffnet. Es wurde militärisch und zivil genutzt und diente insbesondere als Werksflugplatz des in Monfalcone ansässigen Unternehmens CANT/CRDA (Cantieri Riuniti dell’Adriatico). Im Jahr 1949 siedelte der Pilot Furio Lauri sein Flugzeugbau- und Instandsetzungsunternehmen „Meteor S.p.A.“ auf dem Flugplatz an und richtete diesen wieder her. Im Jahr 1954 wählte die italienische Regierung den Flugplatz als Standort für einen neuen Verkehrsflughafen für die nordostitalienische Grenzregion aus, der den zu kleinen und zu grenznahen Flugplatz Gorizia ablösen sollte. Im Oktober 1956 schlossen sich mehrere Gemeinden, ein Tourismusverband und die Firma Meteor zu einem Konsortium zusammen, das den Bau des Verkehrsflughafens voranbrachte. Im Jahr 1961 wurde eine 1100 Meter lange und 60 Meter breite Graspiste eröffnet, von der aus am 2. Dezember jenes Jahres der erste Linienflug nach Rom startete. Bis 1965 wurde die Start-und-Lande-Bahn asphaltiert und ein neues Passagierterminal gebaut. Der internationale Flugverkehr begann 1967 mit Charterflügen der deutschen LTU zwischen Triest und Düsseldorf. Im Jahr 1970 wurden mehr als 100.000 Passagiere abgefertigt. Die Piste erhielt ein erstes Instrumentenlandesystem und wurde 1978 auf 3000 Meter verlängert. Im Jahr 1982 konnte ein neuer Tower in Betrieb genommen werden. Im Jahr 1996 zählte man zum ersten Mal über 500.000 Passagiere. Im Jahr 1998 wurde das umgebaute und erweiterte Passagierterminal eröffnet und 2003 um zwei Fluggastbrücken ergänzt. Hinzu kam auch ein neues Frachtterminal. Erweiterungen des Vorfelds folgten bis 2005. Im Sommer 2019 wurde die Start-und-Lande-Bahn grundsaniert; der Flugbetrieb konnte währenddessen andauern, weil man die parallel zur Piste verlaufende Rollbahn nach Um- und Ausbauten als Ersatzpiste für Starts und Landungen vorübergehend zuließ.

## Flughafenbetreiber
Im Juli 1997 wurde das Unternehmen Aeroporto Friuli-Venezia Giulia S.p.A. gegründet und zum Betreiber des Flughafens. Teilhaber waren das Consorzio Aeroporto Friuli-Venezia Giulia – ein Konsortium aus lokalen Kreis- und Gemeindeverbänden – und die Region Friaul-Julisch Venetien. Letztere war bis 2019 alleiniger Eigentümer, seither liegt ihr Anteil nach dem Einstieg eines Investmentfonds bei 45 Prozent. 2007 erhielt das Unternehmen, das mittlerweile nach außen vorwiegend unter der Bezeichnung Trieste Airport auftritt, eine vierzigjährige Konzession für den Betrieb des Flughafens.

## Verkehrsanbindung
Der Flughafen liegt an der Strada Statale 14 della Venezia Giulia, die im Südosten über Monfalcone entlang der Küste nach Triest führt, im Westen über Cervignano ins Friaul. Nebenstrecken zweigen nach Aquileia und zu Adria-Badeorten wie Grado und Lignano Sabbiadoro ab. Parallel zur SS 14 verläuft die Autobahn A4 (Turin-Triest). Unmittelbar nördlich des Flughafens, bei Fogliano Redipuglia, befindet sich die nächste Autobahnanschlussstelle. Wenige Kilometer nordwestlich zweigt bei Villesse ein Autobahnzubringer nach Gorizia (Görz) ab, bei Palmanova in nördlicher Richtung die Autobahn A23 nach Udine und Österreich. Daneben führen auch Staatsstraßen nach Görz (SS 305/351) und Udine (SS 305/56). Die bekanntesten Autovermietungsfirmen sind am Flughafen vertreten. Busse des Verkehrsunternehmens der Provinz Gorizia (APT) verbinden den Flughafen mit den Bahnhöfen von Triest, Udine und Gorizia sowie mit Monfalcone und Grado.
Am 19. März 2018 wurde der Bahnhof des Flughafens, welcher an der Bahnstrecke Triest-Venedig liegt, eröffnet. Die Fahrzeit nach Triest beträgt etwa 30 Minuten, etwa 70 Züge im Nah- und Fernverkehr bedienen den Flughafen in der Zeit von 05:00 bis 23:00 Uhr. Als Mobilitätszentrum (sog. „polo intermodale“) sind der Station noch ein Busbahnhof und ein Parkhaus angeschlossen.

## Fluggesellschaften und Ziele
Die heutige Lufthansa-Tochter Air Dolomiti wurde 1989 in Triest gegründet, wo sich noch immer Verwaltungs- und Wartungseinrichtungen befinden. Der offizielle Unternehmenssitz ist derzeit in Verona. Air Dolomiti bietet von Triest aus Flüge zum Hub in München an. ITA Airways verbindet Triest mit Mailand, Rom und einigen anderen Städten in Italien. Ryanair fliegt Ziele in Italien und im europäischen Ausland an und Air Serbia verbindet Triest mit Belgrad.

## Zwischenfälle
- Am 16. Dezember 1971 schlug eine Convair CV-440-11 der jugoslawischen Pan Adria Airways (Luftfahrzeugkennzeichen YU-ADV) in einem Feld auf. Die Piloten hatten versucht, unter Instrumentenflugbedingungen auf dem Flughafen Triest zu landen. Diesen CFIT (Controlled flight into terrain) überlebten alle 22 Insassen. Das Flugzeug wurde irreparabel beschädigt.[5]

## Bilder

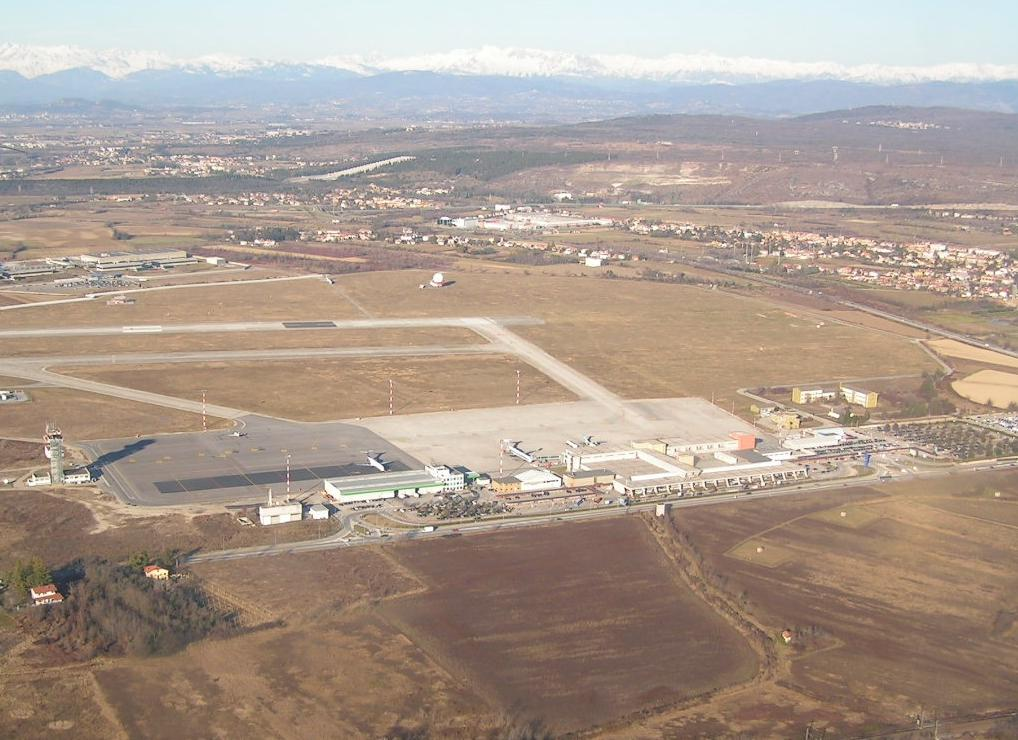
Blick auf den Flughafen
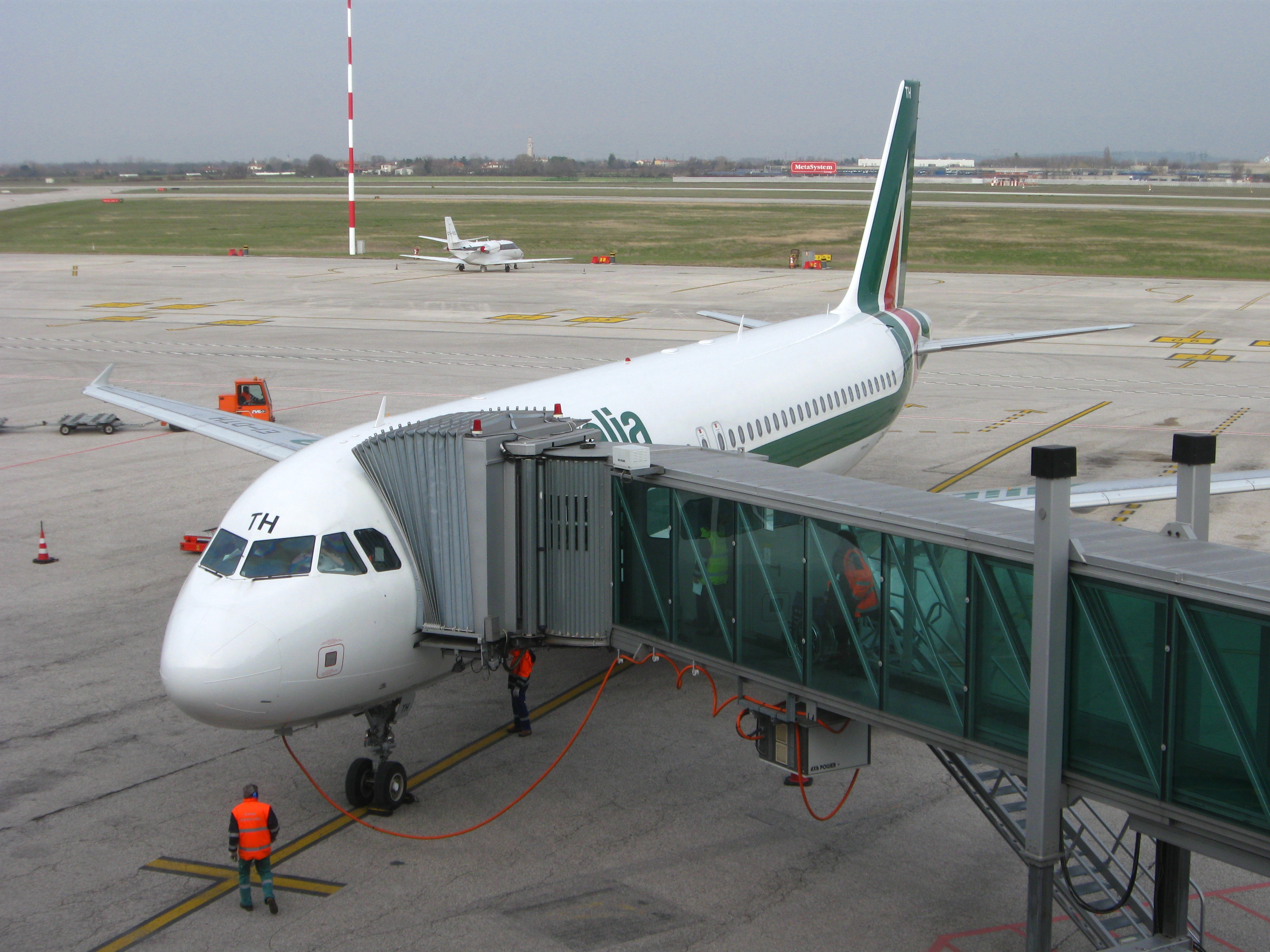
Vorfeld
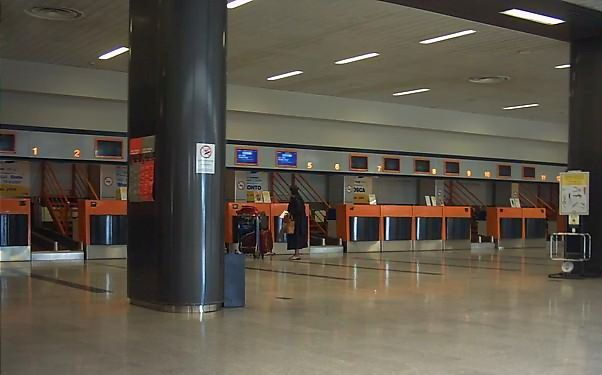
Im Terminal

## Weitere Flugplätze in der Region
Die Städte Gorizia und Udine (Campoformido) haben nur kleine Flugplätze für die allgemeine Luftfahrt. In Rivolto und Aviano befinden sich Militärflugplätze.